# Бадхуведорп
Бадхуведорп — город в общине Харлеммермер в провинции Северная Голландия, Нидерланды. Он расположен рядом с Ringvaart вокруг Харлеммермеера, канала вокруг бывшего озера Харлем, на стороне польдера, граничащего с Амстердамом и Амстелвеном.
Население Бадхуведорпа составляет около 11 370 человек.
Среди известных жителей Бьорн Оттенхайм из группы zZz, бывший футболист сборной Нидерландов Марко ван Бастен, Джек ван Гелдер, Тонни Эйк и Тон ван Дрил. Rijksweg 9 проходит рядом с городом с 8 августа 1967 г. по 10 апреля 2017 г., автомагистраль проходила через город, однако она была отклонена, а первоначальный участок был закрыт и снесен, чтобы сделать место для новой застройки в этом районе.